# Burlington (Illinois)
Pour les articles homonymes, voir Burlington.
Le village américain de Burlington est situé dans le comté de Kane, dans l’État de l’Illinois. Lors du recensement de 2010, sa population s’élevait à 618 habitants.

## Source
- (en) Cet article est partiellement ou en totalité issu de l’article de Wikipédia en anglais intitulé « Burlington, Illinois » (voir la liste des auteurs).